# 拿骚号战列舰
拿骚号战列舰是德意志帝国海军为回应英国战列舰无畏号的下水而建造的德国第一艘无畏舰，得名于拿骚公国。它于1907年7月22日在威廉港的帝国船厂开始龙骨架设，并在不到一年后的1908年3月7日下水，较无畏号晚了约25个月。它也是同名舰级四艘战列舰中的首舰，其姊妹舰还包括波森号、莱茵兰号和威斯特法伦号。
第一次世界大战爆发时，拿骚号正在北海服役，隶属于公海舰队第一战列分舰队的第二支队。1915年8月，它进入波罗的海参与里加湾海战，在当地与俄国前无畏舰光荣号交火。返回北海后，拿骚号及其姊妹舰参加了1916年5月31日－6月1日的日德兰海战，期间它曾与英国驱逐舰喷火号相撞。而在整个海战过程中，拿骚号共有11人阵亡，16人负伤。
1918年11月德国战败后，公海舰队的大部于和平谈判期间都被扣留至英国斯卡帕湾。由于拿骚级是德国最老旧的无畏舰，它们当时获准留在德国港口。但当舰队在斯卡帕湾自沉后，拿骚号及其三艘姊妹舰作为沉没舰只的替代品，必须移交战胜的协约国投降。拿骚号于1920年4月被割让予日本。但日本海军并不需要该舰，遂将其转售予一家英国拆船公司，随后在多德雷赫特拆解报废。

## 设计和概述

拿骚级线条画，显示了主炮的布局

拿骚级战列舰的设计工作开始于1903年底，即英德海军造舰竞赛的背景下；当时，外国海军的战列舰已经开始装备口径越来越大的副炮，包括意大利和美国舰只的203毫米炮和英国舰只的234毫米炮，均超过了此前德国级战列舰搭载的170毫米副炮。德国设计师最初考虑为舰只配备210毫米副炮，但1904年初有关英国纳尔逊勋爵级战列舰将配备254毫米重炮的错误报道促使他们考虑建造一款更强大的舰只：由八门280毫米炮组成的“全装重型火炮”战列舰。在接下来的两年里，设计被改进成一艘体积更大的舰只，配备有十二门重炮，而此时英国已经推出了全装重型火炮战列舰——无畏号。
拿骚号采用平甲板舰型，全长为146.1米，舷宽26.9米，有8.9米的吃水深度，标准排水量为18873吨，满载排水量达到22535吨。其标准船员编制为40名军官加968名水兵。拿骚号保留了三台三胀往复式蒸汽机和十二台燃煤水管锅炉的配置，而不是更先进的涡轮发动机。发动机的额定功率为16,181千瓦特（21,699匹馬力），最高速度20節（37每小時），并能够以12節（22每小時）的速度续航8,300海里（15,400），但若以19節（35每小時）的高速航行时则缩短至2,800海里（5,200），仅为无畏号的一半。这种类型的推进装置是应海军元帅阿尔弗雷德·冯·提尔皮茨和海军造舰局的要求而选择的；后者曾于1905年表示“在重型军舰上使用涡轮机本身并不可取”。这个决定完全是基于成本考量：当时，帕森斯在蒸汽轮机上拥有垄断地位，并要求每制造一台涡轮机须支付100万马克的使用费。德国企业直至1910年才开始大批量生产涡轮机。1915年德国海军对该舰进行了改装，将其中四台燃煤锅炉改成六台煤油混烧锅炉，以提高燃烧效率。
拿骚号装备的主炮为十二门呈特殊六边形分布在六座双联装炮塔中的280毫米45倍径速射炮。其中舰艏、舰艉各一座，两边舷侧各两座；六座炮塔从舰艏为起点按顺时针分别命名为A－F。虽然设计部门选择了较小的舰体长宽比，但往复式蒸汽机的固有特点使得该舰在全速航行时会产生极大的颤动，抵消了这一设计对射击精度的好处。另外，由于两侧的两座主炮塔给每侧各凭空增多了近800吨的重量，在高海况下会产生严重的横摇问题，不但进一步恶化射击精度，也给舰艇带来倾覆的风险。副炮则由十二门150毫米45倍径速射炮和十六门88毫米45倍径速射炮组成，它们均安装在炮廓内。此外，拿骚号还安装有六具450毫米水下鱼雷发射管；其中舰艏、舰艉各一具，两边舷侧防鱼雷舱壁的每一端则各两具。
防护方面，德意志帝国海军相当重视己方舰艇的生存能力。因此拿骚号的主装甲带在中央堡垒内的厚度为270毫米，至舰艏减至203毫米，舰艉则减至127毫米，整体比无畏号厚大约2英寸（51）。副炮炮廓厚160毫米，并配备80毫米厚的炮挡。主炮塔的侧面280毫米、顶盖90毫米，司令塔则受到400毫米厚的钢板保护。主装甲带前部和上方为203毫米，水线下为双层船底。甲板厚50毫米，表面铺设但泽橡木和柚木甲板。炮塔座圈厚度为280毫米，一直延伸到中部舷侧装甲带；再往下防护筒壁减少到178毫米，并延伸到水密舱甲板。水密舱壁则有200毫米厚。

## 舰历

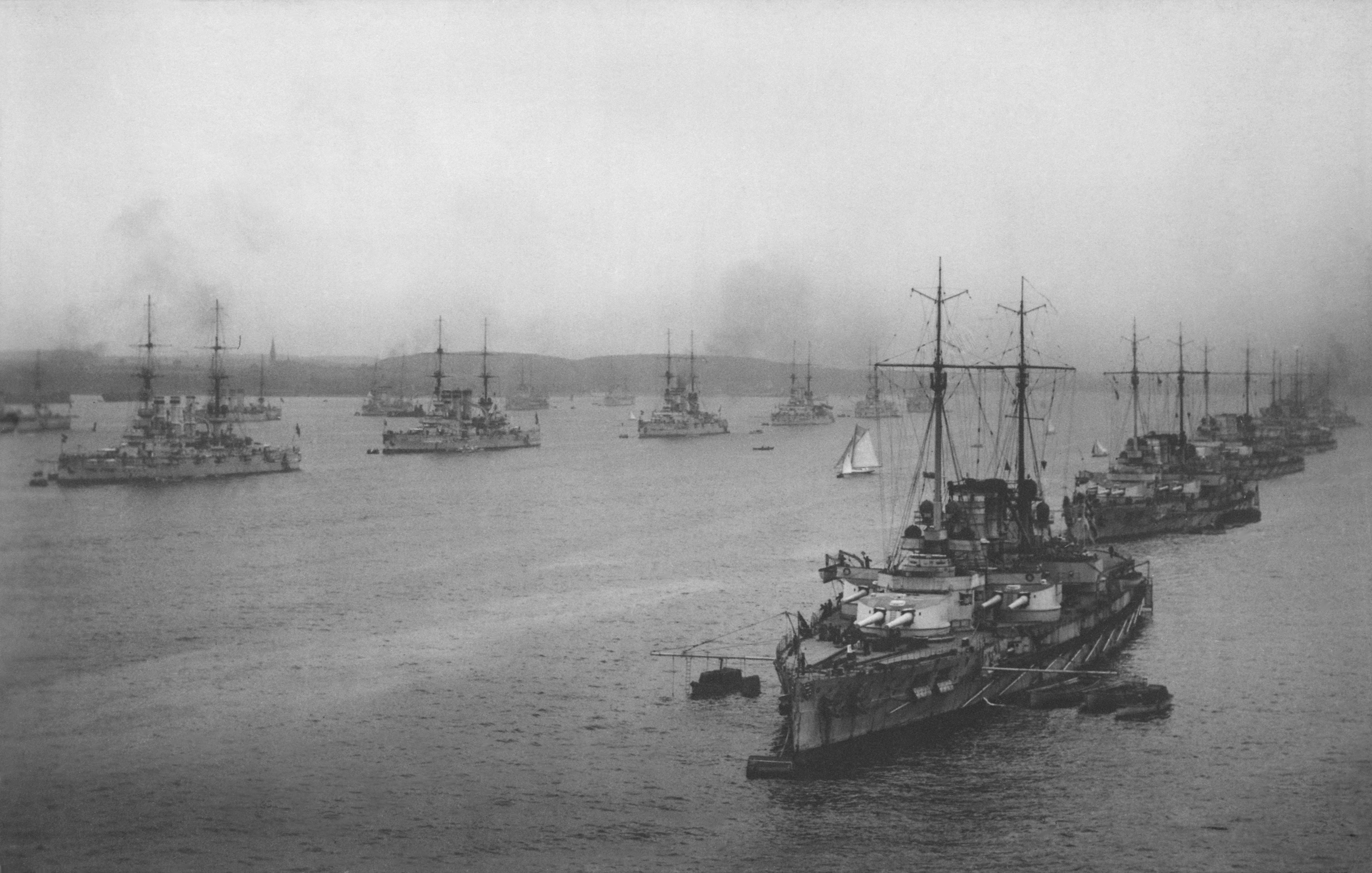
一战前停泊在基尔的拿骚号及第一战列分舰队余部

1906年2月，德意志帝国海军为新式主力舰争取到了拨款，并于5月以“巴伐利亚代舰”（Ersatz Bayern）作为合同代号进行订购，用作替代老旧的萨克森级铁甲舰巴伐利亚号。建造合同被授予威廉港的帝国船厂，预算为4000万金马克（合183.8万英镑，高于无畏号）。由于舰体尺寸较以往的主力舰要大不少，船厂需要先行进行改造，故而该舰推迟到1907年才开工。
1907年7月22日，帝国船厂正式开始龙骨架设，工程编号为30。建设工作在绝对保密的情况下进行；军方派出士兵驻守在船厂，同时也为克虏伯等零部件供应商提供保护。仅用了不到一年时间，舰只便于1908年3月7日下水。在下水仪式上，由拿骚的希尔达公主主持为舰只命名，德皇威廉二世与荷兰的亨德里克亲王亦出席了仪式并发表演说；其中亨德里克亲王乃是代表其妻子所在的奥兰治-拿骚家族而来。
拿骚号的前期建造工作进展迅速，然而舾装工作却因为事故而产生了严重延误。一名船厂工人不慎抽走了一根大管道的封板，导致大量水涌入舰内。舰只当时尚未安装水密舱壁，因此水蔓延至整艘舰，导致其向左舷倾侧，并沉入船坞底部达1.6米深。船厂方面只得费时费力地将舰只的积水全部抽干，继而进行同样劳累的清理作业。拿骚号于1909年9月底竣工，最终耗费了帝国海军3739.9万金马克。它于1909年10月1日正式投入公海舰队服役，并立即展开海试。而推动拿骚号建造的英国对标舰无畏号则是在1906年2月2日下水，较拿骚号早了25个月。
1909年10月16日，拿骚号及其姊妹舰威斯特法伦号出席了威廉港帝国船厂新建第三入口的开通仪式。1910年2月，尚在试航期间的它们还参加了公海舰队的年度演习。同年5月3日，拿骚号完成海试，并被编入公海舰队新成立的第一战列分舰队。在接下来的四年里，该舰都参加了例行的系列分舰队和舰队演习以及训练巡航。仅有的例外是1912年，由于阿加迪尔危机，夏季训练巡航只是进入了波罗的海。和平时期前往挪威的最后一次夏季巡航于后1914年7月14日启动。但战争的威胁迫使德皇威廉二世在两周后便取消了这次航行，舰队于7月底又回到港口。奥匈帝国与塞尔维亚之间的战争于28日爆发，在一周的时间里，所有的欧洲大国都加入了这场冲突。

### 第一次世界大战
在整个战争期间，拿骚号参与了大部分向北海推进的舰队行动。第一次类似行动由海军少将弗朗茨·冯·希佩尔麾下第一侦察集群的大巡洋舰主导实施；1914年12月15－16日，这些舰只炮击了英国沿海城镇斯卡布罗、哈特尔浦及惠特比。十二艘德国无畏舰——包括拿骚号及其三艘姊妹舰，连同八艘前无畏舰则出海提供远程支援。12月15日傍晚，它们来到距离英国一个孤立分舰队的六艘战列舰约10海里（19）范围内。然而，与敌方驱逐舰阵幕群在黑暗中的零星冲突使得时任公海舰队总司令、海军上将腓特烈·冯·英格诺尔误判自己面对的是整个大舰队主力。根据德皇威廉二世的命令，为避免不必要的冒险，英格诺尔中断了交战并将舰队撤回德国。

#### 对俄作战
1915年8月，德意志帝国海军试图扫荡里加湾，以便德国陆军占领里加。为此，德国规划者打算驱赶或摧毁驻守在当地的俄国海军力量，其中包括前无畏舰光荣号以及若干炮舰和驱逐舰。然后，德国海军还将在海湾北部入口布设一系列雷区，以阻止俄国海军增援部队进入该海域。为实施进攻而集结的德国特遣区舰队包括拿骚号及其三艘姊妹舰，四艘黑尔戈兰级战列舰，以及大巡洋舰塞德利茨号、毛奇号和冯·德·坦恩号，它们将在希佩尔中将的指挥下行动。八艘战列舰将为与俄罗斯区舰队交战的部队提供掩护。在8月8日的里加湾海战中，德国人的首轮攻势并不顺利，因为清理俄国雷区已耗费相当长的时间，导致布雷艇德国号迟迟无法布设己方的水雷。
8月16日，特遣队开始第二轮攻势，拿骚号和波森号、四艘小巡洋舰以及三十一艘鱼雷艇设法突破了里加湾的防线。当天，德国扫雷舰T46号和驱逐舰V99号均被击沉。俄国炮舰勇敢号利用其130毫米炮击德国扫雷艇，迫使其停止扫雷作业。德国小巡洋舰不来梅号试图驱逐勇敢号，遭到光荣号战列舰在大约16500米开外的炮击；拿骚号、波森号其后加入战斗，从21000米外炮击光荣号。至18：00，光荣号见势不妙退去；而由于天色已晚，德军也只能暂停扫雷作业。翌日，光荣号再次炮击德军扫雷舰艇，波森号于07：40展开回击，其后拿骚号也加入助战，俄舰共遭到三发280毫米炮弹击中，被迫撤退。至8月19日，俄国雷区已被清除完毕，区舰队得以进入海湾，但协约国潜艇在该水域出没的报告则促使德国人于次日取消了行动。拿骚号与波森号则驻留在里加湾直至8月21日，并在那里协助摧毁了俄国炮舰海狮号和高丽人号。希佩尔将军其后表示，
|  | 在敌方潜艇日益活跃的有限区域内长时间部署有价值的舰艇，并承担相应的损坏和损失风险，无疑是沉溺于一场赌博；这与在从陆地一侧夺取里加之前占领海湾所获得的利益不成比例。 |

#### 日德兰海战

1916年5月31日-6月1日的示意图，蓝色为英国舰队，红色为德国舰队

1916年5月31日至6月1日，拿骚号作为第一战列分舰队第二支队的成员参加了难分伯仲的日德兰海战。在战斗的大部分时间里，第一战列分舰队都位处德国战列线的中心，紧随在海军少将保罗·贝恩克率领的第三战列分舰队之后，但领先于弗朗茨·毛弗率领、由年迈的前无畏舰组成的第二战列分舰队。拿骚号是支队四艘舰中的第三艘，排在莱茵兰号之后、威斯特法伦号之前；支队旗舰则由波森号担任。当公海舰队重组成夜间巡航编队时，舰只的顺序则无意中被颠倒了，因此拿骚号成为战列线中的第二艘舰，仅次于威斯特法伦号。
在5月31日的17:48至17:52之间，包括拿骚号在内的十一艘德国无畏舰与英国第2轻巡洋舰分舰队对峙并开火；拿骚号的目标是南安普敦号轻巡洋舰。据信拿骚号在开始施射后不久，便于17:50分左右在相距18400米的范围内击中了南安普敦号。炮弹隐约落在巡洋舰的左舷，没有造成重大损伤。拿骚号随即将炮口转移至都柏林号；至18:10停止射击。19:33，拿骚号进入英国战列舰厌战号的射程；后者的主炮曾短暂开火，同时拿骚号也进行回击，但未能确认命中。不久德国舰队完成180度转向，驶出了英国战列舰的射程范围。
拿骚号与第一分舰队余部在22:00后不久又再度与英国轻型部队交战，这次是作为大舰队先锋的第4轻巡洋分舰队，与德军发生接触的包括卡罗琳号、科摩斯号和保皇者号。拿骚号跟随姊妹舰威斯特法伦号向右转舵68°，以规避任何可能已经发射的鱼雷。两舰在距离约7300米的范围内向卡罗琳号和保皇者号开火。英国军舰一度抽身离开，然后掉头发射鱼雷；其中卡罗琳号于22:05左右在7600米的距离射出两枚，保皇者号则于22：10在8000米的范围射出一枚。在卡罗琳号发射的两枚鱼雷中，第一枚从拿骚号的舰艏掠过，第二枚则是从船底的水下穿过而没有爆炸。拿骚号注意到了鱼雷航迹，于22：14发射一枚照明弹；由于英国主力舰都没有装备照明弹，这本来应该使得黑夜中周围的其他若干英国巡洋舰警醒，察觉德国主力舰在此，然而远处多艘英国巡洋舰均错失了这一重要机会。

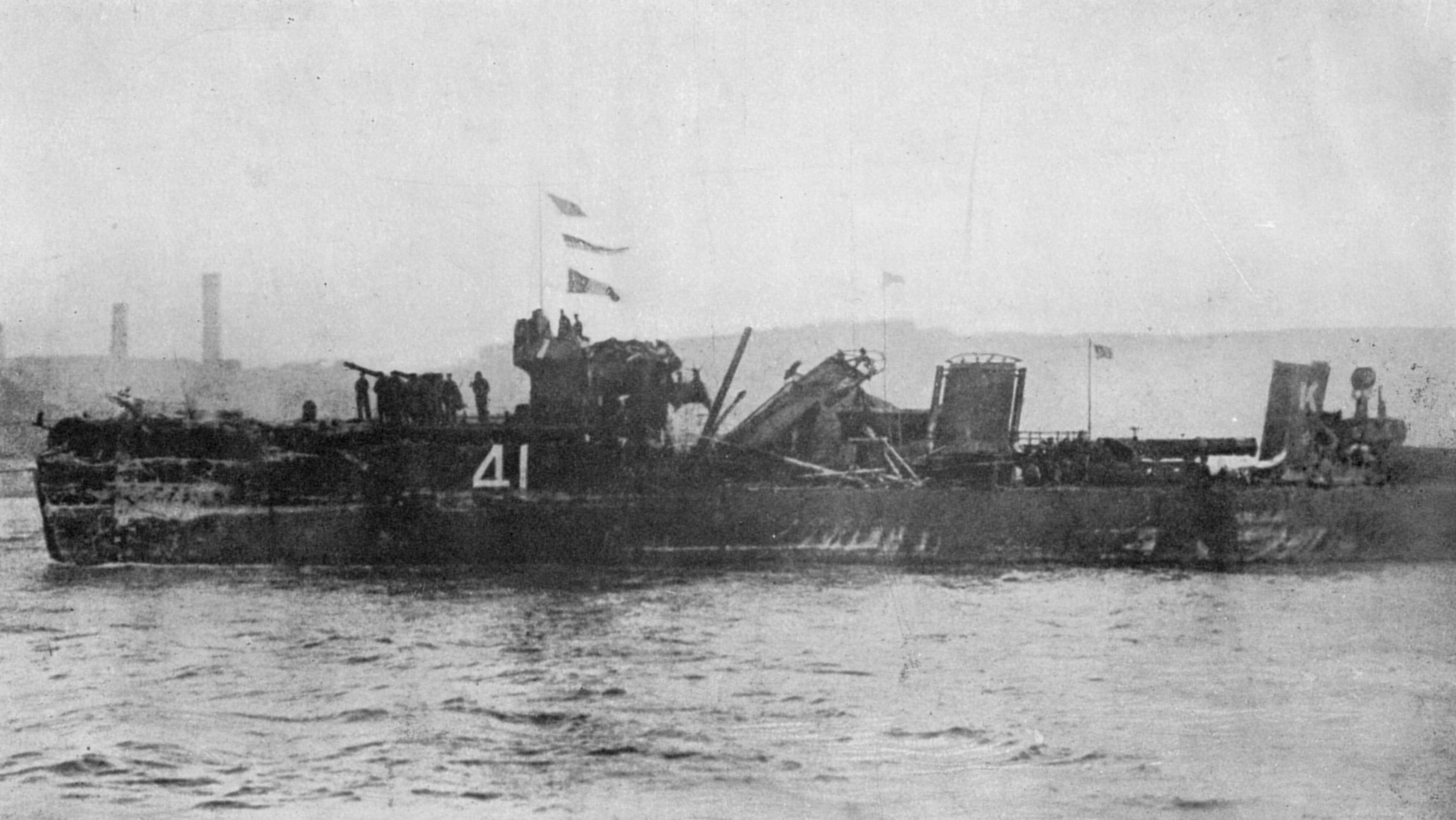
与拿骚号相撞的喷火号，舰艏及上层建筑损伤严重

6月1日午夜时分，当公海舰队试图从大舰队后方通过时，遭到了一支英国驱逐舰编队的拦截。黑暗中拿骚号赫然发现了400多米开外的英国驱逐舰喷火号，遂试图在混乱中实施冲撞。尽管喷火号开尽马力，依然没能及时躲避，两舰相撞，舰艏左舷卡在一起；受此影响，拿骚号右倾5－10度。拿骚号还试图以舰艏的280毫米炮向驱逐舰开火，然而喷火号外形低矮，且拿骚号被其顶着而右倾，导致战列舰主炮即使在最大俯角亦无法有效击中喷火号，炮弹从舰桥屏风和第二烟囱基座穿过。尽管如此，炮火的冲击波还是摧毁了喷火号的舰桥。喷火号由此得以脱离拿骚号，并掀掉了后者舷侧一块约6米长的装甲板。这次撞击导致拿骚号的一门150毫米炮失灵，并在水线上方留下了一段3.5米的裂口；这使得舰只的航速必须限制在15節（28每小時）以下，直到完成修复。在乱战中，拿骚被来自英国驱逐舰的两枚4英寸（100）炮击中，损坏了一盏探照灯，并造成轻微的伤亡。
01:00过后不久，拿骚号和图林根号遭遇了英国装甲巡洋舰黑太子号。图林根号率先开火，向黑太子号发射了27枚大口径炮和24枚副炮炮弹。拿骚号与东弗里斯兰号相继加入战斗，腓特烈大帝号也紧随其后。猛烈的炮火很快便使这艘英国巡洋舰瘫痪并着火；伴随着一次巨大的爆炸，它连同全舰官兵一起沉入大海。正在下沉的黑太子号恰好处于拿骚号的航路上；为了避开沉船，后者不得不急速转向第三战列分舰队。拿骚号被迫全速倒车，才堪堪避免与皇后号相撞。经过这一系列混乱和机动后，拿骚号掉队，落至前无畏舰黑森号与汉诺威号之间的阵位。大约在03:00左右，几艘英国驱逐舰试图对德国战列线发动另一次鱼雷攻击。03:10前后，有三至四艘驱逐舰在黑暗中驶向拿骚号的左舷；拿骚号首先左转，在5000米至4000米之间的范围内对来袭的驱逐舰实施短暂的炮击，然后转向90°以规避鱼雷。
返回德国水域后，拿骚号、波森号和威斯特法伦号，连同黑尔戈兰级舰只黑尔戈兰号和图林根号，负责在亚德湾锚区组成夜间防御阵位。在战斗过程中，拿骚号曾两次被敌舰副炮炮弹击中，但均未造成重大损失。其中一枚4英寸炮在拿骚号左舷前部探照灯的支撑结构上爆炸，使得左舷前部探照灯损坏；另一枚4英寸炮弹可能在后炮塔平行位置的海水中近距离爆炸，碎片导致左舷后部上方探照灯损坏。拿骚号的主要损伤来自于碰撞，碰撞发生时拿骚号航速16節（30每小時）、喷火号航速25節（46每小時），两舰夹角1度，喷火号舰艏翘起，撞上拿骚号左舷1号150毫米炮位置，导致该门火炮后部扭曲，炮架也从炮列甲板上被扯下来。拿骚号左舷约15米船体板被掀开，开口达3米多。艏楼甲板出现向内、向上的卷曲。由于当时海况平静，碰撞缺口并未入水，但在临时修理前，航速必须限制在15節（28每小時）。舰上共11人阵亡，16人负伤。日德兰海战期间，拿骚号共发射了106枚主炮和75枚副炮。维修工作进展迅速，该舰于1916年7月10日便复归舰队。

#### 后续行动
另一次舰队推进于将近三个月后、即8月18－22日实施，期间第一侦察集群将炮击桑德兰的沿海城镇，进而诱歼英国海军中将戴维·贝蒂麾下的战列巡洋舰。由于德国的四艘大巡洋舰中仅两艘仍具备作战能力，因此有三艘无畏舰被临时调拨至侦察集群执行任务，分别为藩侯号、大选帝侯号和新近入役的巴伐利亚号。公海舰队余部，包括拿骚号，则会尾随并提供掩护。8月10日06:00，威斯特法伦号在泰尔斯海灵岛以北约55海里（102）遭英国潜艇E23号发射的鱼雷击中；该舰仍能维持浮力，获准脱离舰队返港。英国人意识到了德国人的计划，遂派出大舰队应战。至14:35，时任公海舰队总司令、海军上将赖因哈德·舍尔已经收到了大舰队迫近的警告，他不愿意在难分伯仲的日德兰海战后仅11周便又与整个大舰队交战，于是下令全体舰队掉头撤回德国港口。

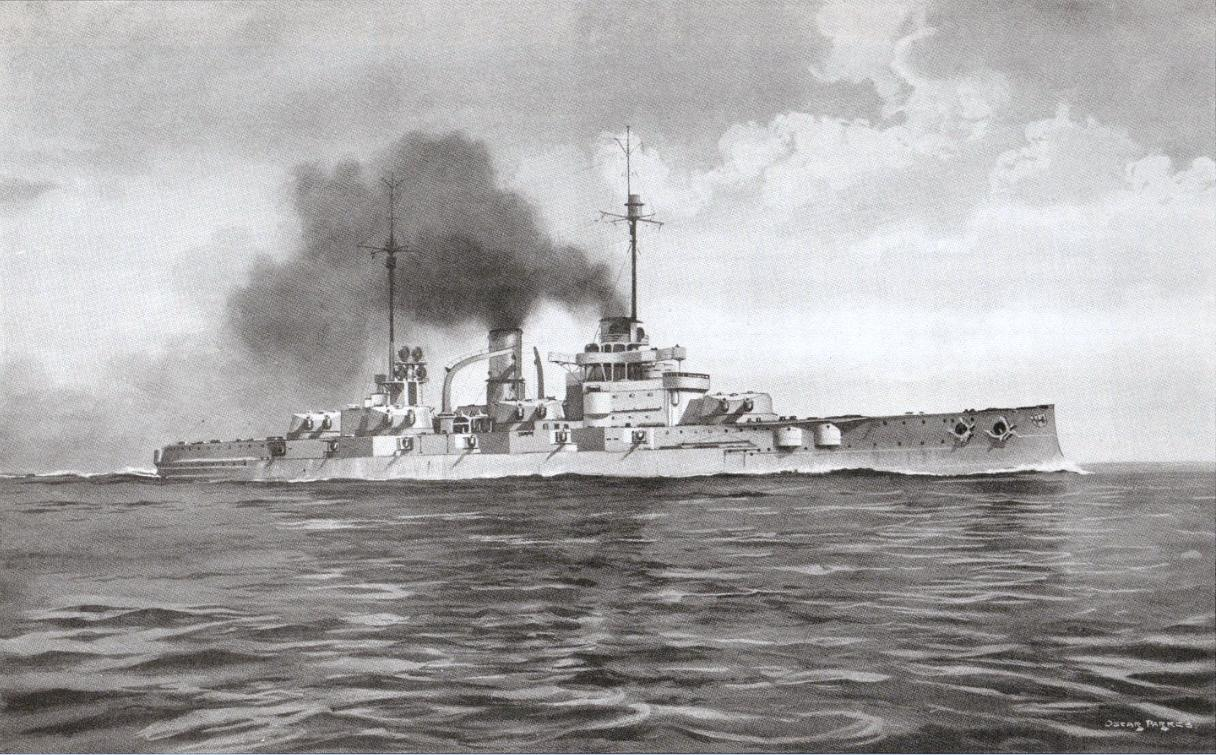
由英国皇家海军绘制的识别图，拿骚号的主炮已转向右舷

同年10月19－20日，舰队再次出击前往北海。12月21日，拿骚号在易北河口搁浅。它得以自行脱困，并前往汉堡的赖厄施蒂格船厂进行维修，直至1917年2月1日。1917年4月23－25日，该舰加入一支特遣队，奉命前往挪威拦截由重兵护送的英国船队，但当大巡洋舰毛奇号在途中遭遇机械故障，并不得不被拖回港口时，行动被迫取消。其后，为实施拱顶石行动，拿骚号、东弗里斯兰号和图林根号组成了一支特殊的部队，计划占领圣彼得堡。8月8日，拿骚号在威廉港接载250名士兵，然后启程前往波罗的海。这三艘船于8月10日抵达目的地，但行动被推迟并最终取消。特遣队于8月21日解散，而战列舰则于23日返回威廉港。
1918年10月下旬，即停战协定签署前两周，拿骚号及其三艘姊妹舰参加了最终舰队行动。行动的设想是公海舰队的骨干将由威廉港基地出动寻找大舰队决战。舍尔作为舰队此时的海军大将，意图重创英国海军，以改善德国在和平谈判中的议价地位——尽管有预期的伤亡。然而，许多厌战的水兵却认为，这次行动将破坏和平进程并会延长战事。在1918年10月29日，舰队受命离开威廉港，并在亚德湾锚地集结，计划于次日清晨起航。从10月29日夜晚开始，图林根号的船员率先发动叛变，并迅速蔓延至其它多几艘战列舰。骚乱最终迫使希佩尔和舍尔最终取消了行动。

### 结局
随着德国于1918年11月投降，公海舰队最具现代化的主力舰在海军少将路德维希·冯·罗伊特的指挥下，被协约国扣留至斯卡帕湾的英国海军基地。拿骚号及其三艘姊妹舰不在被扣留的舰只之列，因此获准留在德国港口。在此期间，从11月至12月，拿骚号由海军上校赫尔曼·鲍尔担任舰长。6月21日上午，守备的英国舰队离开斯卡帕湾进行训练演习；罗伊特于11:20下达了全数凿沉己方舰只的命令。在短短数小时内，共有十艘战列舰及五艘大巡洋舰沉没于斯卡帕湾的浅海中。结果，四艘拿骚级战列舰作为凿沉舰只的替代品，被割让予各协约国。拿骚号于1920年4月7日移交日本。日本方面经过检查，认为拿骚号舰况不佳，而要进行现代化改装又需要花费不菲的费用，价值不大。因此，他们于1920年6月将拿骚号转售予英国的一家拆船公司，由后者在多德雷赫特拆解报废。

## 延伸阅读
- Dodson, Aidan; Cant, Serena. . Barnsley: Seaforth Publishing. 2020. ISBN 978-1-5267-4198-1.